# Kwakwala

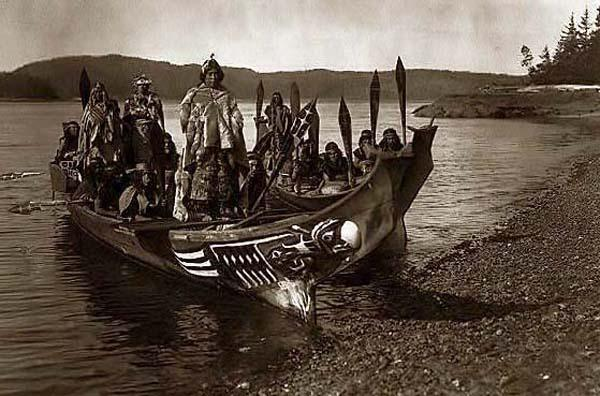
Wesele Kwakiutlów (1914). Orszak weselny na dwóch kanu przybija do brzegu. Para młoda stoi na ławce na rufie, a krewny panny młodej tańczy na ławce z przodu.

Kwakwala, Kwakiutlowie (ang. Kwakiutl people, Kwakwaka’wakw) – grupa plemion Indian północnoamerykańskich zamieszkujących północną część wyspy Vancouver i sąsiadującego z nią przez cieśninę Królowej Charlotty lądu stałego w kanadyjskiej prowincji Kolumbia Brytyjska. W przeszłości posługiwali się językiem kwakiutl, który wraz z językiem spokrewnionych sąsiadów z południa, Indian Nuu-chah-nulth (Nootka), należał do wakaskiej (ang. wakashan) rodziny językowej. Współcześnie używają języka angielskiego i w znacznym stopniu zintegrowali się z otoczeniem.

## Charakterystyka

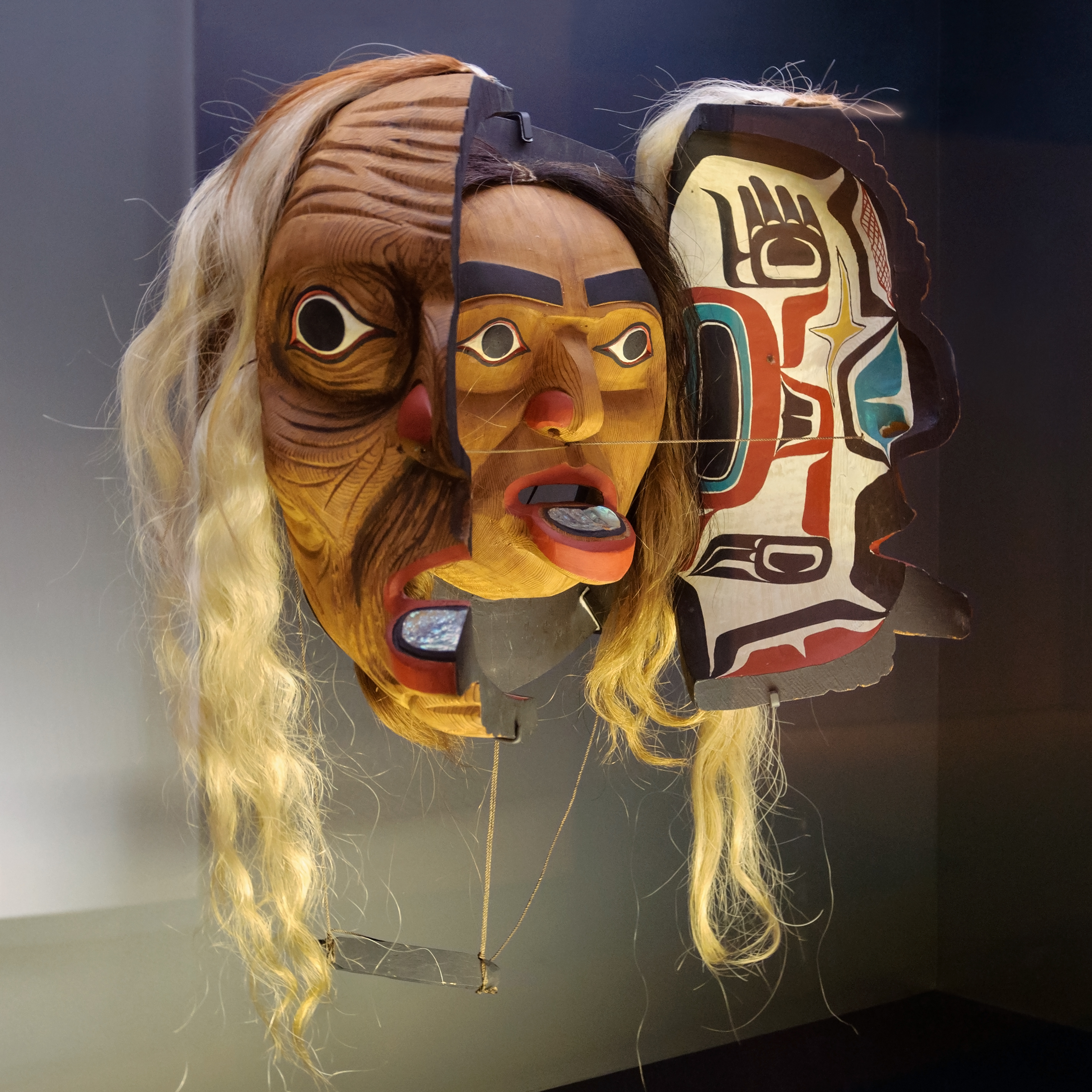
Maska

Ich tradycyjna kultura, badana m.in. przez Franza Boasa, który opublikował ponad 5 tysięcy stron odnośnie do tych plemion, była typowa dla tubylczych ludów Północno-Zachodniego Wybrzeża (totemy, potlacz, długie domy, gospodarka morska). Dużą rolę w kulturze ludzi Kwakwala odgrywała obróbka drewna. Społeczeństwo było bardzo zhierarchizowane, co miało spore odzwierciedlenie w śpiewanych pieśniach, strojach i maskach. Ludzie Kwakwala żyli głównie z rybołówstwa.

## Liczebność
W 1780 r. było ich ok. 4,5 tys. Na przełomie XIX w. i XX w. ich liczba znacznie spadła w wyniku chorób sprowadzonych przez europejskich osadników, a tradycyjne związki społeczne, sposoby gospodarowania i kultura uległy w znacznym stopniu upadkowi. Od połowy XX w. ich liczba stopniowo rośnie i wynosiła w latach dziewięćdziesiątych XX wieku 2000 osób. W 2016 było to 3670 osób. Wzrasta też zainteresowanie tradycyjną kulturą, sztuką i językiem kwakiutl (mówi nim mniej niż 300 osób, czyli mniej niż 5% społeczności).